# Wayne Pinnock
Wayne Pinnock (* 24. října 2000 Kingston) je jamajský atlet, jehož hlavní disciplínou je skok daleký. Na mistrovství světa juniorů v atletice 2018 v něm získal bronzovou medaili. O rok později vyhrál kontinentální juniorský šampionát. Je vítězem CARIFTA Games z let 2018 a 2019.
Studoval v USA na University of Tennessee a pak na University of Arkansas. Vyhrál univerzitní šampionát National Collegiate Athletic Association dálkařů v letech 2022 a 2024. Třikrát po sobě se stal atletickým mistrem Jamajky (2022, 2023 a 2024). Na mistrovství světa v atletice 2023 vytvořil v kvalifikaci nejlepší světový výkon roku 854 cm. Ve finále skočil o čtyři centimetry méně a stal se vicemistrem světa. Na olympijských hrách v roce 2024 skončil v dálce s výkonem 836 cm druhý za Miltiadisem Tentoglouem z Řecka. V září téhož roku vyhrál mítink Weltklasse Zürich. Je také stříbrným medailistou z halového mistrovství světa v atletice 2025. V roce 2025 se stal vítězem London Grand Prix.
Pinnockův osobní rekord v dálce je 854 cm venku a 840 cm v hale. V trojskoku dosáhl výkonu 15,92 m a v běhu na 100 metrů je jeho nejlepší čas 10,55 s.
V červnu roku 2025 bylo oznámeno, že Wayne Pinnock je jedním ze čtyř jamajských atletů, kteří dostali finančně výhodnou nabídku, aby se stali reprezentanty Turecka.